# Campeonato de Primera División 1894 (Argentina)
El campeonato de Primera División 1894, oficialmente Championship Cup 1894, fue el segundo torneo de Primera División organizado por The Argentine Association Football League.
Se jugaron dos ruedas de todos contra todos, entre los meses de mayo y septiembre, aunque no existe información fehaciente sobre las fechas y los resultados de los partidos, salvo los disputados por el ganador del torneo. Hubo también un séptimo inscripto, el Buenos Aires & Rosario Railway, que se retiró del torneo y sus partidos fueron anulados.
El Lomas Athletic Club volvió a consagrarse campeón invicto y se convirtió así en el primer club argentino que pudo defender un título. El subcampeonato fue para el debutante Rosario Athletic Club, que fue el primer equipo del interior en participar en el campeonato.

## Afiliaciones y desafiliaciones
- Equipos incorporados: Rosario Athletic, Lobos Athletic, Saint Andrew's y Retiro Athletic.
- Equipos relegados en la temporada 1893: Quilmes Rowers Club y Buenos Aires English High School Athletic.

De esta manera el número de equipos participantes aumentó a 6.

## Tabla de posiciones final
| Pos | Equipo                         | Pts | PJ | G | E | P | GF | GC | DIF |
| --- | ------------------------------ | --- | -- | - | - | - | -- | -- | --- |
| 1º  | Lomas Athletic                 | 18  | 10 | 8 | 2 | 0 | 38 | 4  | 34  |
| 2º  | Rosario Athletic               | 16  | 10 | 7 | 2 | 1 | 21 | 8  | 13  |
| 3º  | Flores Athletic                | 10  | 10 | 5 | 0 | 5 | 27 | 21 | 6   |
| 4º  | Lobos Athletic                 | 9   | 10 | 4 | 1 | 5 | 14 | 22 | -8  |
| 5º  | Saint Andrew's                 | 6   | 10 | 3 | 0 | 7 | 11 | 24 | -13 |
| 6º  | Retiro Athletic                | 1   | 10 | 0 | 1 | 9 | 1  | 33 | -32 |
| 7º  | Buenos Aires & Rosario Railway | 0   | 0  | 0 | 0 | 0 | 0  | 0  | 0   |

|  | Campeón.             |
|  | Fueron desafiliados. |

## Resultados
| Resultados           | Resultados | Resultados           | Resultados      |
| Fecha 1              | Fecha 1    | Fecha 1              | Fecha 1         |
| Local                | Resultado  | Visitante            | Fecha           |
| -------------------- | ---------- | -------------------- | --------------- |
| Lobos Athletic       | 3 - 0      | Retiro Athletic      | 15 de abril     |
| Flores Athletic      | 3 - 2      | Saint Andrew's       | 3 de mayo       |
| Rosario Athletic     | 1 - 1      | Lomas Athletic       | 3 de junio      |
| Fecha 2              |            |                      |                 |
| Local                | Resultado  | Visitante            | Fecha           |
| Retiro Athletic      | 0 - 8      | Flores Athletic      | 22 de abril     |
| Rosario Athletic     | 5 - 0      | Lobos Athletic       | 22 de abril     |
| Saint Andrew's       | 0 - 2      | Lomas Athletic       | 8 de septiembre |
| Fecha 3              |            |                      |                 |
| Local                | Resultado  | Visitante            | Fecha           |
| Saint Andrew's       | 4 - 0      | Retiro Athletic      | 29 de abril     |
| Lomas Athletic       | 6 - 0      | Lobos Athletic       | 13 de mayo      |
| Flores Athletic      | 3 - 1      | Rosario Athletic     | 24 de mayo      |
| Fecha 4              |            |                      |                 |
| Local                | Resultado  | Visitante            | Fecha           |
| Retiro Athletic      | 1 - ?      | Lomas Athletic       | 6 de mayo       |
| Lobos Athletic       | 2 - 0      | Saint Andrew's       | 24 de mayo      |
| Rosario Athletic     | 3 - 1      | Flores Athletic      | 29 de agosto    |
| Fecha 5              |            |                      |                 |
| Local                | Resultado  | Visitante            | Fecha           |
| Lomas Athletic       | 6 - 0      | Flores Athletic      | 20 de mayo      |
| Saint Andrew's       | 0 - 2      | Rosario Athletic     | 25 de mayo      |
| Retiro Athletic      | 1 - 1      | Lobos Athletic       | 5 de agosto     |
| Fecha 6              |            |                      |                 |
| Local                | Resultado  | Visitante            | Fecha           |
| Flores Athletic      | 6 - 0      | Lobos Athletic       | 10 de junio     |
| Retiro Athletic      | 0 - 1      | Saint Andrew's       | 10 de junio     |
| Lomas Athletic       | 2 - 2      | Rosario Athletic     | 8 de julio      |
| Fecha 7              |            |                      |                 |
| Local                | Resultado  | Visitante            | Fecha           |
| Rosario Athletic     | ? - 1      | Retiro Athletic      | 29 de junio     |
| Lobos Athletic       | 0 - 2      | Lomas Athletic       | 29 de julio     |
| Saint Andrew's       | 3 - 2      | Flores Athletic      | 15 de agosto    |
| Fecha 8              |            |                      |                 |
| Local                | Resultado  | Visitante            | Fecha           |
| Flores Athletic      | 4 - 0      | Retiro Athletic      | 1 de julio      |
| Lobos Athletic       | 1 - 2      | Rosario Athletic     | 9 de julio      |
| Lomas Athletic       | 6 - 1      | Saint Andrew's       | 5 de agosto     |
| Fecha 9              |            |                      |                 |
| Local                | Resultado  | Visitante            | Fecha           |
| Lomas Athletic       | 7 - 0      | Retiro Athletic      | 15 de julio     |
| Rosario Athletic     | ? - 1      | Saint Andrew's       | 22 de julio     |
| Lobos Athletic       | ? - ?      | Flores Athletic      | 8 de septiembre |
| Fecha 10             |            |                      |                 |
| Local                | Resultado  | Visitante            | Fecha           |
| Flores Athletic      | 0 - 6      | Lomas Athletic       | 19 de agosto    |
| Saint Andrew's       | 0 - 7      | Lobos Athletic       | 29 de agosto    |
| Retiro Athletic      | 0 - 5      | Rosario Athletic     | 9 de            |
| Partidos anulados    |            |                      |                 |
| Lomas Athletic       | ? - ?      | BA & Rosario Railway | 22 de abril     |
| BA & Rosario Railway | 1 - 2      | Saint Andrew's       | 13 de mayo      |
| Retiro Athletic      | ? - ?      | BA & Rosario Railway | 25 de mayo      |
| BA & Rosario Railway | ? - ?      | Flores Athletic      | 27 de mayo      |
| BA & Rosario Railway | ? - ?      | Lobos Athletic       | 3 de junio      |

## Desafiliaciones y afiliaciones
Rosario Athletic, Lobos Athletic y Saint Andrew's perdieron la afiliación, siendo reemplazados por Quilmes Rovers, English High School y Lomas Academy, para el torneo de 1895.